# Melpomene penetralis
Melpomene penetralis là một loài nhện trong họ Agelenidae.
Loài này thuộc chi Melpomene. Melpomene penetralis được Frederick Octavius Pickard-Cambridge miêu tả năm 1902.